# Ган, Карл Вильгельм
Карл Вильгельм Ган (1786—1835) — немецкий зоолог. Автор первой немецкой монографии о пауках («Monographie der Spinnen», в ней описано несколько новых таксонов). Он был почти забыт и даже некоторые биографические даты, опубликованные во вторичной литературе, не всегда верны.

## Биография
В 1813—1816 служил в армии. Затем занялся естествознанием, к которому питал склонность с детских лет. Первая работа Гана была посвящена орнитологии. В 1820 женился на вдове доктора, которая была на пять лет старше и имела троих детей от предыдущего брака. Общий ребёнок родился в 1820 или 1821 году.
Работы Гана по орнитологии никогда не пользовались влиянием, но труды, посвященные Heteroptera и Aranea имели большое значение. В честь учёного назван вид насекомых Lopus hahni Stål, 1860. Также его имя носит род пауков Hahnia, давший имя позже семейству Hahniidae.
По данным L. Gebhardt Ган скончался в Нюрнберге 7 ноября 1835, «от проблем с лёгкими в расцвете лет».

## Полный список трудов
(все они были проиллюстрированы самим Ганом)
- Voegel(,) aus Asien, Africa, America, und Neuholland, in Abbildungen nach der Natur mit Beschreibungen. 19 installments, Lechner: Nuremberg, 1818—1836.
- Monographia Aranearum — Monographie der Spinnen. 8 installments, Lechner: Nuremberg, 1820—1836.
- Naturgetreue Abbildungen zur allgemeinnützigen Naturgeschichte der Thiere Bayerns. Author: Nuremberg, 1826—1828.
- Icones ad monographium Cimicum Nurnberg, Lechner,1826.
- (совместно с en:Jacob Ernst von Reider Fauna Boica, oder gemeinnützige Naturgeschichte der Thiere Bayerns. Zeh: Nuremberg, 1830—1835.
- Die Arachniden. Getreu nach der Natur abgebildet und beschrieben. 2 volumes, Zeh: Nuremberg, 1831—1834 (from the 3rd volume onwards continued by C. L. Koch).
- Die wanzenartigen Insecten. Getreu nach der Natur abgebildet und beschrieben. 3 volumes, Zeh: Nuremberg, 1831—1835 (from the 4th volume onwards continued by G. A. W. Herrich-Schäffer).
- Gründliche Anweisung Krustenthiere, Vielfüße, Asseln, Arachniden und Insecten aller Klassen zu sammeln, zu präpariren, aufzubewahren und zu versenden. Zeh: Nuremberg, 1834.
- Ornithologischer Atlas oder naturgetreue Abbildung und Beschreibung der aussereuropäischen Vögel. 6 installments, Zeh: Nuremberg 1834—1836 (continued by H. C. Küster).
- Icones Orthopterorum. Abbildungen der hautflügeligen Insecten. 1 installment, Lechner: Nuremberg, 1835.